# Episodi di Kirby Buckets (terza stagione)
La quarta stagione della serie televisiva Kirby Buckets (intitolata Kirby Buckets: Universo alternativo) è stata trasmessa in prima visione assoluta negli Stati Uniti dal canale pay Disney XD dal 16 gennaio 2017.
In Italia è in onda dal 4 novembre 2017.
| nº | Titolo originale                          | Titolo italiano                               | Prima TV USA    | Prima TV Italia  |
| -- | ----------------------------------------- | --------------------------------------------- | --------------- | ---------------- |
| 1  | Yep, This Is Happening                    | Sta accadendo sul serio                       | 16 gennaio 2017 | 4 novembre 2017  |
| 2  | Bad Seed                                  | Il seme cattivo                               | 17 gennaio 2017 | 5 novembre 2017  |
| 3  | Queen for a Dawn                          | Regina per un giorno                          | 18 gennaio 2017 | 11 novembre 2017 |
| 4  | Forest Hills Blues                        | Forest Hills giorno e notte                   | 19 gennaio 2017 | 12 novembre 2017 |
| 5  | Cool Chad                                 | Grandioso Chad                                | 20 gennaio 2017 | 18 novembre 2017 |
| 6  | The Unpranked                             | L'imburlabile                                 | 23 gennaio 2017 | 19 novembre 2017 |
| 7  | Commander Kirbo                           | Il comandante Kirbo                           | 24 gennaio 2017 | 25 novembre 2017 |
| 8  | Dr. Mac 'n' Cheese's Labyrinth of Horrors | Il labirinto degli orrori di Mister Formaggio | 25 gennaio 2017 | 26 novembre 2017 |
| 9  | Closing Time                              | Chiusura dei varchi                           | 26 gennaio 2017 | 2 dicembre 2017  |
| 10 | A Tale of Two Kirbys                      | Racconto di due Kirby                         | 30 gennaio 2017 | 3 dicembre 2017  |
| 11 | That Sinking Feeling                      | Quel cattivo presentimento                    | 31 gennaio 2017 | 9 dicembre 2017  |
| 12 | Orbed and Dangerous                       | La cena dei pancake                           | 1 febbraio 2017 | 10 dicembre 2017 |
| 13 | Yep, Still Happening                      |                                               | 2 febbraio 2017 | 10 dicembre 2017 |